# František Kloz
František Kloz (n. 19 mai 1905, Mlékosrby⁠(d), Hradec Králové, Cehia – d. 13 iunie 1945, Louny⁠(d), Cehoslovacia) a fost un jucător de fotbal ceh.

## Carieră de club
Kloz a jucat cea mai mare parte a carierei sale pentru clubul SK Kladno și a fost managerul acesteia în 1942-1943. A marcat 175 de goluri în 192 de meciuri din Prima Ligă Cehoslovacă (172 pentru Kladno, 3 pentru Slavia Praga), devenind al treilea cel mai bun marcator din istoria competiției. A fost de două ori cel mai bun marcator al ligii, prima dată în sezonul 1929 – 1930 cu 15 goluri și a doua oară în sezonul 1936 – 1937 cu 28 de goluri.

## Carieră internațională
A jucat în echipa națională a Cehoslovaciei, din 1929 până în 1937 – marcând șase goluri în 10 meciuri. Și-a făcut debutul internațional la 28 octombrie 1929 într-un amical împotriva Iugoslaviei și a avut nevoie de doar 2 minute pentru a-și lăsa amprenta asupra meciului, când a marcat primul gol într-o victorie cu 4-3. Cu toate acestea, i-a luat 7 ani pentru a înscrie un alt gol pentru echipa națională, dar așteptarea a meritat, deoarece a marcat nu unul, ci patru goluri împotriva Elveției într-o partidă  din Cupa Europei Centrale din 1936 – 1938. Ultimul său gol internațional a fost împotriva Austriei la 24 octombrie 1937.

## Al Doilea Război Mondial
Un antinazist în timpul ocupației germane a Cehoslovaciei în al Doilea Război Mondial, în mai 1945, Kloz a luptat ca voluntar împotriva ocupanților naziști germani. El a fost grav rănit la 7 mai, când plutonul său a încercat să captureze un depozit de muniție deținut de germani, cu două zile înainte ca inamicul să se predea în Cehoslovacia. A murit o lună mai târziu într-un spital din Louny.

## Moștenire
Kloz este cel mai faimos jucător din istoria clubului SK Kladno. Stadionul de acasă al echipei poartă numele său.